# Närkes runinskrifter NOR1995;18
Närkes runinskrifter NOR1995;18 är en vikingatida ristning på en häll av kalksten i Ekeby kyrka, Ekeby socken och Kumla kommun. Ristningen består enbart av ornamentik utan runor. Fragmentet hittades 1994 i samband med restaurering av kyrkan. Det är 70 gånger 80 centimeter stort. På ena sidan finns ett ristat ringkors och på den andra sidan finns ett liknande kors. Sannolikt utgör ristningen resterna av en gavelhäll i en så kallad Eskilstunakista.